# Rai Corporation Canada
Rai Corporation Canada - Italian Radio TV System era una società della RAI che produceva, distribuiva e commercializzava programmi radiofonici e televisivi del proprio gruppo in Canada. La società era posseduta completamente da Rai Corporation, che a sua volta era totalmente di proprietà della RAI.
Fondata il 18 febbraio 1987, aveva la sua sede principale a Toronto, ha chiuso contestualmente alla sua capogruppo Rai Corporation - Italian Radio TV System